# Predsednik Kosova
Predsednik Kosova (albansko Presidenti i Republikës së Kosovës; srbsko Председник Републике Косова, latinizirano: Predsednik Republike Kosova) je vodja države in glavni predstavnik Republike Kosovo, tako doma kot v tujini. Predsednika na tajnem glasovanju z dvotretjinsko večino vseh poslancev izvoli kosovski parlament . Če noben kandidat ne doseže dvotretjinske večine, je na tretjem glasovanju izvoljen kandidat, ki prejme navadno večino.
Glasovanje v skupščini naj bi potekalo najkasneje mesec dni pred iztekom mandata aktualnega predsednika. Mandat traja pet let, lahko se enkrat ponovi.

## Zgodovina
Prvi povojni predsednik, ki je služboval do svoje smrti januarja 2006, je bil Ibrahim Rugova. Nasledil ga je Fatmir Sejdiu. 22. februarja 2011 je bil na funkcijo predsednika izvoljen Behgjet Pacolli, kar je bilo hitro zaznano kot protiustavna poteza. 4. aprila 2011 je Pacolli odstopil in odločeno je bilo, da bo izvoljen drug kandidat, ki bo služil do enega leta. Napovedana je bila tudi ustavna reforma, ki omogoča javno glasovanje za predsednika leta 2013. 7. aprila 2011 je bila za predsednico izvoljena namestnica direktorja kosovske policije Atifete Jahjaga z generalmajorstvom. 7. aprila 2016 je funkcijo predsednik prevzel Hashim Thaçi, ki je 5. novembra 2020, po potrditvi obtožnice za vojne zločine, odstopil s položaja.

## Predsedniki
| # | Ime            | Začetek mandata                      | Koneca mandata         | Stranka       |
| - | -------------- | ------------------------------------ | ---------------------- | ------------- |
| 1 | Ibrahim Rugova | 24. maj 1992                         | 1. februar 2000        | nestrankarski |
| 2 | Nexhat Daci    | 10. december 2001                    | 4. marec 2002          | LDK           |
| 3 | Ibrahim Rugova | 4. marec 2002                        | 21. januar 2006 (umrl) | LDK           |
| 4 | Nexhat Daci    | 21. januar 2006 (začasni predsednik) | 10. februar 2006       | LDK           |
| 5 | Fatmir Sejdiu  | 10. februar 2006                     | danes                  | LDK           |

### Od osamosvojitve naprej
| #  | Ime in priimek                   | Slika                            | Mandat             | Mandat             |
| -- | -------------------------------- | -------------------------------- | ------------------ | ------------------ |
| 1  | Fatmir Sejdiu (1951–)            |                                  | 17. februar 2008   | 27. september 2010 |
| —  | Jakup Krasniqi vršilec dolžnosti | Jakup Krasniqi vršilec dolžnosti | 27. september 2010 | 22. februar 2011   |
| 2  | Behgjet Pacolli (1951–)          |                                  | 22. februar 2011   | 4. april 2011      |
| —  | Jakup Krasniqi v. d.             | Jakup Krasniqi v. d.             | 4. april 2011      | 7. april 2011      |
| 3  | Atifete Jahjaga (1975–)          |                                  | 7. april 2011      | 7. april 2016      |
| 4  | Hashim Thaçi(1968–)              |                                  | 7. april 2016      | 5. november 2020   |
| —  | Vjosa Osmani v. d.               | Vjosa Osmani v. d.               | 5. november 2020   | 22. marec 2021     |
| —  | Glauk Konjufca v. d.             | Glauk Konjufca v. d.             | 22. marec 2021     | 4. april 2021      |
| 5. | Vjosa Osmani (1982–)             |                                  | 4. april 2021      |                    |